# Mark (gebied)
Een mark is een grensgebied ingericht om een achterliggend stuk land te verdedigen, bekend vanaf het Karolingische rijk. De bestuurder en beheerder van dit gebied werd markgraaf genoemd, die als voornaamste taak had het gebied militair te verdedigen tegen invallers.

Het woord mark of marke wordt ook gebruikt voor een gezamenlijke bestuursvorm van boerenbedrijven vanaf ongeveer de 11e eeuw: 

## Etymologie
Het woord mark komt van het Oudnederfrankisch woord marka ("grens") en duidt een grensgebied aan tussen twee landen. Gedurende de heerschappij van de Karolingische Dynastie verspreidde het woord zich door Europa.
Het Oudfranse woord marka komt van het Proto-Germaanse  marko hetgeen weer afstamt van de Proto-Indo-Europese stam *mereg- hetgeen "grens, uiteinde" betekent. Van de stam *mereg- komt het Latijnse margo ("marge"), het Oudierse mruig ("grensgebied"), het Perzische marz ("grens, land"), het Noorse mark ("grensgebied, woud") en ook het Engelse mark ("(merk)teken").
Het schijnt dat "mark" in het Oudengels "grens" betekende, of "teken van een grens" en dat de betekenis later uitgroeide tot "teken in het algemeen". Het Engelse woord "march" in de betekenis van "grensgebied" is geleend van het Franse woord marche hetgeen zijn oorsprong vindt in het Frankisch. Het woord "mark" in de zin van "grensgebied" is een moderne interpretatie van het Duitse Mark hoewel het in sommige gevallen simpelweg kort is voor Markgrafschaft.
Soms spreekt men ook van een Grensmark wat dus een pleonasme is.
In tegenstelling tot wat tegenwoordig als bufferzone wordt aangeduid, behoorde een mark gewoonlijk duidelijk toe aan een bepaalde grootgrondbezitter en in plaats van wat tegenwoordig een gedemilitariseerde zone wordt genoemd, was een marke juist bedoeld als verdediging van het achterliggende gebied en speciaal versterkt tegen mogelijke aanvallen van buurlanden.

## Frankische marken
Keizer Karel de Grote stichtte volgende marken:
- Spaanse Mark rond Barcelona in het hedendaagse Catalonië, ter verdediging tegen de Arabieren in de rest van Spanje. Samen met het gebied van Septimania spreekt men ook wel van de Gothische Mark, genoemd naar het oude Visigothenrijk.
- Bretonse Mark tegen de invallen van het onafhankelijke Bretagne
- Deense Mark tussen Eider en Schlei ter verdediging tegen de Denen. De naam Denemarken is hier later uit ontstaan.
- Het zeer uitgebreide gebied van de Noordmark, ter verdediging tegen de Saksen.
- Saksische Mark tussen Eider en Elbe in het huidige Holstein, ter verdediging tegen de Slavische Obodriten.
- Thüringische Mark in de omgeving van de Saale, ter verdediging tegen de Sorben.
- Frankische Mark in het hedendaagse Opper-Franken (een Regierungsbezirk in Beieren) ter verdediging tegen de Tsjechen.
- Avarenmark tussen Enns en Wienerwald ter bescherming tegen de Awaren.
- Pannonische Mark ten oosten van Wenen
  - Opper-Pannonië tussen Wienerwald en Raab
  - Neder-Pannonië tussen Raab en Drau
- Oostmark (Ostmark), ruwweg huidig Neder-Oostenrijk
- Mark Karinthië (later Hertogdom Kärnten) tegen de Slovenen.
- Mark Friuli.

## Marken in het Heilige Roomse Rijk
Koningen en keizers van het Heilige Roomse Rijk stichtten nog verschillende marken; vooral de Ottonen voerden een uitgesproken 'markenbeleid', waarbij ze aan de grenzen graafschappen en hertogdommen samenvoegden dan wel splitsten om er markgraafschappen van te maken.
In het westen:
- mark Antwerpen
- markizaat Bergen op Zoom
- mark Ename
- mark Valencijn (Valenciennes)
- markgraafschap Baden

In het oosten:
Van noord naar zuid langsheen de oostgrens van het Rooms-Duitse Rijk hebben de volgende markgraafschappen bestaan.
- mark Sleeswijk (Schleswig)
- Billunger Mark of de mark van Herman Billung
- Saksische Oostmark (Sächische Ostmark) of de mark van Gero; synoniemen: Elbemark, Sorbenmark. De Saksische Oostmark werd in 965 opgedeeld in:
  - de Noordmark (Nordmark), in 1157 ontstond hieruit de Mark Brandenburg en het latere keurvorstendom Brandenburg
  - mark Lausitz, verder opgesplitst in het markgraafschap Opper-Lausitz en Neder-Lausitz
  - mark Merseburg
  - mark Meissen (Meißen), een van de twee stamlanden van het Saksische vorstenhuis Wettin
  - mark Landsberg, het andere stamland van het Huis Wettin
  - mark Zeitz
- markgraafschap Moravië, deel van het latere koninkrijk Bohemen; Moravië was een grensgebied met de Hongaren.
- markgraafschap Oostenrijk (Österreich), voorgekomen uit de Beierse Oostmark (Marcha orientalis)

In het zuiden:
- verschillende kleine en grote markgraafschappen in Karinthië, Stiermarken, Krain en Windische Mark, met veel overlap en synoniemen.
- markgraafschap van Verona en Aquileia, veelal Verona genoemd
- mark Istrië

## Frankrijk
Markgraafschappen pasten niet in het centralistische beleid van de Franse koningen. Een bekende uitzondering is het markizaat van Provence, dat een rol speelde tijdens de Kruistochten tegen de Katharen. Uiteindelijk schonk Filips III van Frankrijk in 1274 aan paus Gregorius X wat restte van het markizaat: de streek rond Avignon. Dit pauselijk gebied is bekend als de Comtat.

## Hedendaagse marken
De benaming wordt nog steeds gebruikt in de regio's Wales en Schotland (Marches in het Engels).